# Dickie Roberts: Former Child Star
 Dickie Roberts: Former Child Star és una comèdia estatunidenca de Sam Weisman estrenada el 2003.

## Argument
Dickie Roberts, un antic nen estrella, ara amb 35 anys, està convençut que ha perdut completament la seva infantesa a conseqüència de la seva celebritat. Incapaç de fer altra cosa, decideix doncs contractar una família d'acollida, pensant així poder recrear l'atmosfera familiar de la seva infantesa perduda...

## Repartiment
- Mary McCormack: Grace Finney
- Craig Bierko: George Finney
- Scott Terra: Sam Finney
- Jenna Boyd: Sally Finney
- Alyssa Milano: Cyndi
- Jon Lovitz: Sidney Wernick
- Michael Buffer: Ell mateix
- Emmanuel Lewis: Ell mateix
- Sasha Mitchell: Home al semàfor vermell
- Tom Arnold: Ell mateix
- Danny Bonaduce: Ell mateix
- Corey Feldman: Ell mateix
- Dustin Diamond: Ell mateix
- Rachel Dratch: Secretari de B.Reiner
- Rob Reiner: Ell mateix
- Doris Roberts: Peggy Roberts
- Dick Van Patten: Ell mateix
- Edie McClurg: Sra. Gertrude
- Ambyr Childers: Barbie
- Valerie Perri: Professor d'audició
- Ashley Edner: Heather Bolan
- Meghan Faye Gallagher: Janice
- David Soul: Ell mateix
- Jeff Chase: Home al cotxe
- Brendan Fraser: Ell mateix
- Charlene Tilton: Ella mateixa
- Lindsey Dann: Periodista
- Michelle Ruben: Noia del ring